# Jassim Jakub
Jassim Jakub Sultan (arab. ‏جاسم يعقوب‎; ur. 25 października 1953 w mieście Kuwejt) – piłkarz z Kuwejtu, reprezentant kraju.
Karierę reprezentacyjną rozpoczął w 1972. Uczestnik Igrzysk Olimpijskich 1980. W 1982 został powołany przez trenera Carlosa Alberto Parreirę na Mistrzostwa Świata 1982, gdzie reprezentacja Kuwejtu odpadła w fazie grupowej. Karierę zakończył w 1982. W sumie w reprezentacji strzelił 34 bramki.